# (4014) Heizman
(4014) Heizman ist ein Hauptgürtelasteroid, der am 28. September 1979 von Nikolai Stepanowitsch Tschernych vom Krim-Observatorium aus entdeckt wurde.